# Laurence Ginnell

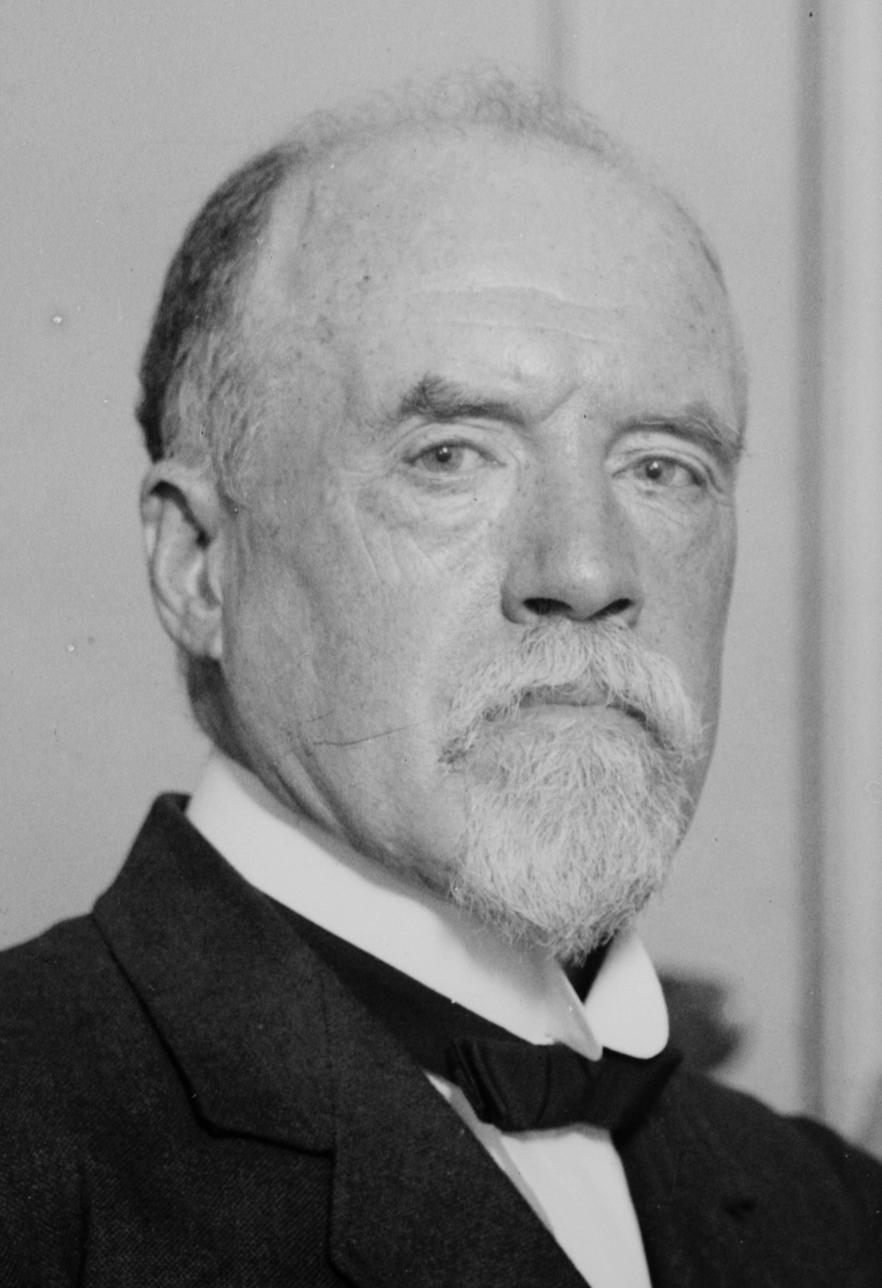
Laurence Ginnell

Laurence Ginnell (irisch Labhrás Mag Fhionnail, * 1852 in Delvin, County Westmeath; † 17. April 1923 in Washington, D.C.) war ein irischer Rechtsanwalt und Politiker.

## Leben
Seine Eltern, Laurence Ginnell und Mary Monaghan, ließen die beiden Zwillingssöhne Laurence und Michael am 9. April 1852 taufen. Er selbst genoss keine schulische Ausbildung und wurde dennoch als Rechtsanwalt (barrister) in Irland sowie England und Wales zugelassen. Er unterstützte insbesondere den Führer der Irish Parliamentary Party, John Dillon, bei dem sog. Land War als Privatsekretär. Im Anschluss an den Land War betrieb Ginnell weitere Agitation, die in dem sog. Ranch War von 1906 bis 1909 mündeten.
1906 wurde er als Abgeordneter in das Parlament des Vereinigten Königreichs für den Wahlkreis Westmeath North gewählt. 1909 wurde er aus der Irish Parliamentary Party ausgeschlossen, weil er sich für das Geschäftsgebaren der Partei interessierte. Als Unabhängiger wurde er zwischenzeitlich als Abgeordneter für Irland (MP for Ireland) genannt. Als er den Premierminister Asquith wegen des Festhaltens an den Hinrichtungen wegen des Osteraufstands 1916 des Mordes bezichtigte, wurde er aus dem Parlament geworfen. Bei den Nachwahlen 1917 unterstützte er Count Plunkett. Infolgedessen trat er 1917 der Sinn Féin bei.
Im März 1918 wurde er inhaftiert und in das Gefängnis von Reading überstellt. Bei den Wahlen von 1918 konnte er sich im Wahlkreis Westmeath durchsetzen und errang den Platz im Parlament. 1919 zog er in den sog. First Dáil ein. Neben James O’Mara war er die einzige Person, die gleichzeitig sowohl im britischen House of Commons als auch im Dáil Éireann einen Abgeordnetensitz hatte.
Im Ministry De Valera I wurde er am 1. April 1919 zum Director of Propaganda ernannt. Nach einem Jahr in Chicago wurde er von Éamon de Valera zum Repräsentanten Irlands für Argentinien und Südamerika ernannt. 1921 kehrte er nach Irland zurück, um beim sog. Second Dáil anwesend zu sein. Wenige Monate später reiste er wieder in seiner Funktion als Repräsentant nach Argentinien.
Als der Anglo-Irische Vertrag bekannt wurde, gerierte sich Ginnell als einer der schärfsten Kritiker. Als der dritte Dáil zusammentrat war er der einzige Kritiker, der an der Eröffnung des Dáils teilnahm. Er ereiferte sich dabei über die Autorität, die die Unterzeichner des Vertrages innegehabt hätten, und erklärte, dass er Auskunft wünschte, ob das rechtens sei. Schließlich wurde er, auch auf Veranlassung von W. T. Cosgrave, aus dem Parlament geworfen.
De Valera nahm ihn in seinen „Staatsrat“ auf. Er reiste aber dann nach Amerika ab. Im April 1923 starb er in Washington D.C., während er immer noch gegen den Vertrag agitierte.